# Tropaeum Alpinum
Tropaeum Alpinum, tudi Tropaeum Augusti, je spomenik zmage, zgrajen v času rimskega cesarja Avgusta v spomin na odločilno zmago nad alpskimi plemeni, ki so napadala trgovce vzdolž rimskih cest. Ostanki spomenika so vidni v francoskem primorskem kraju La Turbie (departma Alpes-Maritimes), 6 km severozahodno od Monaka.

## Izgradnja
Kamen za gradnjo spomenika je bil prvotno pripeljan iz 500 metrov oddaljenega rimskega kamnoloma. Spomenik, kot je delno obnovljen pod arheološkim nadzorom v začetku 20. stoletja, je visok 35 metrov. Prvotni je po besedah arhitekta Formigéja meril v osnovi 35 metrov v dolžino, prva ploščad je bila visoka 12 metrov, rotunda s 24-imi stebri in kipom Avgusta pa je bila visoka 49 metrov. Nahaja se ob nekdanji rimski cesti Via Julia Augusta, nadaljevanju ceste Via Aurelia, ki je povezovala Vintimille s Cimiezom (Nica). 

## Napis
Na enem delu spomenika so bila vpisana imena plemen, ki jih je rimski zgodovinar Plinij Starejši zapisal v svoji Naturalis Historia (knjiga III, 24):
IMPERATOR|CAESAR|DIV|FILIO AVGVSTO
PONT MAXIMP XIIII TRIB POT XVII
SENATVS POPULVSQVEROMANVS
QVOD EIVS DVCTV AVSPICIISQUVE GENTES ALPINAE OMNES QVAE A MARI SVPERO AD INFERVM PERTINEBANT SVB IMPERIVM P R SVNT REDACTAE
GENTES ALPINAE DEVICTAE.TRIVMPILINI.CAMVNNI.VENNONETES.VENOSTES.ISARCI.BREVNI.GENAVNES.FOCVNATES
VINDELICORVM GENTES.QVATTVOR.COSVANETES.RVCINATES.LICATES.CATENATES.AMBISONTES.RVGVSCI.SVANETES.CLAVCONES
BRIXENTES.LEPONTI.VBERI.NANTVATES.SEDVNI.VARAGRI.SALASSI.ACITAVONES.MEDVLLI.VCENNI.CATVRIGES.BRIGIANI
SOGIONTI.BRODIONTI.NEMALONI.EDENATES.VESVBIANI.VEAMINI.GALLITAE.TRIVLLATI ECTINI
VERGVNNI.EGVITVRI.NEMETVRI.ORATELLI.NERVSI.VELAVNI.SVETRI

## Obdobje po Rimu
Spomenik prvotno ni služil vojaškemu namenu in ni vseboval nobene utrdbe. Predvsem je označeval mejo med Italijo in Galijo Narbonensis, kasneje pomaknjeno k reki Var. Med 12. in 15. stoletjem je spomenik postal trdnjava, okoli katere si je lokalno prebivalstvo postavilo hiše. Leta 1705 je ob izbruhu vojne med Savojo in Francijo (čas vojne za špansko nasledstvo) francoski kralj Ludvik XIV. ukazal rušenje vseh trdnjav v regiji, vključno s to. Delno uničen spomenik je postal kamnolom, iz katerega je bilo uporabljeno kamenje med drugim tudi za gradnjo bližnje cerkve sv. Mihaela.